# MARCEL (@.@)
MARCEL (@.@) – Polski artysta, producent muzyczny  (Piotr Marciniak) wykonujący muzykę elektroniczną, tworzący od 2000 roku undergroundową muzykę z pogranicza (ambient, minimal, electro, techno, dubstep, trance). Urodzony w 1976 roku w Płocku.
W roku 2019 wydał swój debiutancki album "FOCUS", który zwieńczył 4 lata pracy nad szlifem wysublimowanych dźwięków.
W roku 2021 ukazał się kolejny solowy album "SIDE TWO" będący kontynuacją mocnej elektroniki.
W latach 1989-1991 stworzył i prowadził własną, niekomercyjna, muzyczną rozgłośnię radiową „Marcel” na sprzęcie własnej konstrukcji. Było to pierwsze Radio FM w Płocku.
https://petronews.pl/pierwsze-plockie-radio-zakonczylo-dzialalnosc-30-lat-temu-zalozyciel-mial-wowczas-16-lat/
Muzyka Marcel (@.@) to typowo elektroniczne utwory. Wszystkie dźwięki są tworzone od podstaw na wielu syntezatorach, gitarze, mikrofonach, samplowane, korygowane, składane i później odgrywane zazwyczaj na tz. "setkę" w trakcie dokonując dużej modyfikacji syntezy.

## Dyskografia

### Albumy:
| Rok  | Tytuł                                                     |
| ---- | --------------------------------------------------------- |
| 2019 | Focus - Data: 30 marca 2019 - Wydawca: RECORDS DK (USA)   |
| 2021 | Side Two - Data: 27 marca 2021 - Wydawca: RECORDS DK (USA |